# NGC 7413
NGC 7413 ist eine Elliptische Galaxie vom Hubble-Typ E/S0 im Sternbild Pegasus am Nordsternhimmel. Sie ist schätzungsweise 443 Millionen Lichtjahre von der Milchstraße entfernt und hat einen Durchmesser von etwa 130.000 Lj.
Im selben Himmelsareal befinden sich u. a. die Galaxien NGC 7414 und NGC 7432.
Das Objekt wurde am 2. September 1886 von Lewis A. Swift entdeckt.